# Segunda Categoría de Pichincha 2016
El Campeonato Provincial de Segunda Categoría de Pichincha 2016 es un torneo de fútbol en Ecuador en el cual compiten equipos de la Provincia de Pichincha. El torneo es organizado por  la Asociación de Fútbol No Amateur de Pichincha (AFNA) y avalado por la Federación Ecuatoriana de Fútbol. El torneo dio inicio el 25 de marzo de 2016 y finalizó el 16 de julio. Participaron 10 clubes de fútbol y entregó 2 cupos al Zonal de Ascenso de la Segunda Categoría 2016.

## Sistema de campeonato
El sistema determinado por la Asociación de Fútbol No Amateur de Pichincha es el siguiente:
Se jugará en un sistema de todos contra todos (18 fechas) ida y vuelta, el club que termine primero será campeón, el que termine segundo será vicecampeón; estos dos equipos clasificarán al Zonal de Ascenso de la Segunda Categoría 2016, mientras el equipo que termine en el último lugar descenderá a la Liga Amateur.

## Equipos participantes
| Equipos participantes                                       | Equipos participantes | Equipos participantes                                 |
| ----------------------------------------------------------- | --------------------- | ----------------------------------------------------- |
|                                                             |                       |                                                       |
| Equipo                                                      | Ciudad                | Estadio                                               |
| Club Deportivo América                                      | Quito                 | Estadio La Armenia                                    |
| Sociedad Deportiva Rayo                                     | Cayambe               | Estadio Gilberto Rueda Bedoya                         |
| Cuniburo Fútbol Club                                        | Cayambe               | Estadio Olímpico Guillermo Albornoz                   |
| Juventud Independiente de Tabacundo                         | Tabacundo             | Estadio de la Liga Deporiva Cantonal de Tabacuando    |
| Club Deportivo Los Loros                                    | Sangolquí             | Estadio General Rumiñahui                             |
| Club Deportivo Rumiñahui                                    | Machachi              | Estadio El Chan                                       |
| Universidad Internacional del Ecuador Fútbol Club           | Quito                 | Estadio de la Universidad Internacional del Ecuador   |
| Club Deportivo Universidad San Francisco de Quito           | Cumbayá               | Estadio Francisco Reinoso                             |
| Club Social y Deportivo Universidad Tecnológica Equinoccial | Quito                 | Estadio de la Liga Deportiva Parroquial de Nayón      |
| Club Deportivo Puerto Quito                                 | Puerto Quito          | Estadio de la Liga Deportiva Cantonal de Puerto Quito |

## Equipos por cantón
| Cantón                                 | N.º | Equipos                                      |
| -------------------------------------- | --- | -------------------------------------------- |
| Quito                                  | 4   | - América de Quito - F. C. UIDE - USFQ - UTE |
| Archivo:Bandera de Cayambe.svg Cayambe | 2   | - S. D. Rayo - Cuniburo F. C.                |
| Rumiñahui                              | 1   | - Los Loros                                  |
| Mejía                                  | 1   | - Rumiñahui                                  |
| Pedro Moncayo                          | 1   | - JI de Tabacundo                            |
| Puerto Quito                           | 1   | - Puerto Quito                               |

## Clasificación
|                                |     | Equipo           | PJ | PG | PE | PP | GF | GC | DG  | PTS |
| ------------------------------ | --- | ---------------- | -- | -- | -- | -- | -- | -- | --- | --- |
|                                | 1.  | Puerto Quito     | 18 | 13 | 4  | 1  | 48 | 14 | +34 | 43  |
|                                | 2.  | América de Quito | 18 | 11 | 5  | 2  | 44 | 22 | +22 | 38  |
|                                | 3.  | F. C. UIDE       | 18 | 8  | 6  | 4  | 32 | 24 | +8  | 30  |
| Archivo:Bandera de Cayambe.svg | 4.  | Cuniburo F. C.   | 18 | 8  | 4  | 6  | 31 | 26 | +5  | 28  |
|                                | 5.  | UTE              | 18 | 6  | 6  | 6  | 27 | 28 | −1  | 24  |
| Archivo:Bandera de Cayambe.svg | 6.  | S. D. Rayo       | 18 | 5  | 6  | 7  | 34 | 38 | −4  | 21  |
|                                | 7.  | Los Loros        | 18 | 6  | 3  | 9  | 26 | 38 | −12 | 21  |
|                                | 8.  | JI de Tabacundo  | 18 | 4  | 4  | 10 | 27 | 34 | −7  | 16  |
|                                | 9.  | USFQ             | 18 | 4  | 2  | 12 | 21 | 51 | −30 | 14  |
|                                | 10. | Rumiñahui        | 18 | 3  | 4  | 11 | 30 | 47 | −17 | 13  |

|  | Campeón y clasificado a los zonales de Segunda Categoría 2016.     |
|  | Vicecampeón y clasificado a los zonales de Segunda Categoría 2016. |

## Evolución de la clasificación
| Equipo / Jornada                              | 01 | 02 | 03 | 04 | 05 | 06 | 07 | 08 | 09 | 10 | 11 | 12 | 13 | 14 | 15 | 16 | 17 | 18 |
| --------------------------------------------- | -- | -- | -- | -- | -- | -- | -- | -- | -- | -- | -- | -- | -- | -- | -- | -- | -- | -- |
| Puerto Quito                                  | 1  | 1  | 1  | 1  | 1  | 1  | 1  | 1  | 1  | 1  | 1  | 1  | 1  | 1  | 1  | 1  | 1  | 1  |
| América de Quito                              | 2  | 2  | 3  | 3  | 4  | 2  | 2  | 2  | 2  | 2  | 3  | 3  | 3  | 2  | 2  | 2  | 2  | 2  |
| F. C. UIDE                                    | 3  | 4  | 7  | 5  | 3  | 5  | 5  | 3  | 3  | 3  | 2  | 2  | 2  | 3  | 3  | 3  | 3  | 3  |
| Archivo:Bandera de Cayambe.svg Cuniburo F. C. | 9  | 10 | 6  | 9  | 10 | 9  | 9  | 7  | 4  | 5  | 5  | 5  | 6  | 6  | 4  | 5  | 4  | 4  |
| UTE                                           | 7  | 6  | 9  | 8  | 6  | 6  | 6  | 6  | 5  | 4  | 4  | 4  | 4  | 4  | 5  | 4  | 5  | 5  |
| Archivo:Bandera de Cayambe.svg S. D. Rayo     | 8  | 5  | 8  | 4  | 7  | 7  | 7  | 8  | 8  | 8  | 9  | 6  | 5  | 5  | 6  | 6  | 6  | 6  |
| Los Loros                                     | 10 | 8  | 5  | 6  | 5  | 3  | 3  | 4  | 6  | 6  | 6  | 7  | 7  | 7  | 7  | 7  | 7  | 7  |
| JI de Tabacundo                               | 4  | 7  | 4  | 7  | 8  | 8  | 8  | 9  | 10 | 9  | 10 | 10 | 10 | 10 | 8  | 8  | 8  | 8  |
| USFQ                                          | 6  | 9  | 10 | 10 | 9  | 10 | 10 | 10 | 9  | 10 | 8  | 8  | 8  | 8  | 9  | 9  | 10 | 9  |
| Rumiñahui                                     | 5  | 3  | 2  | 2  | 2  | 4  | 4  | 5  | 7  | 7  | 7  | 9  | 9  | 9  | 10 | 10 | 9  | 10 |

## Resultados
| Archivo:Bandera de Cayambe.svg | Cuniburo F.C.     | 2 - 4 | América de Quito |  | Complejo IDV          | 25 de marzo | 12ː00 |
|                                | U.S.F.Q.          | 1 - 1 | F.C. U.I.D.E.    |  | Francisco Reinoso     | 26 de marzo | 10ː00 |
|                                | J.I. de Tabacundo | 1 - 1 | Rumiñahui        |  | Liga Parr. Malchingui | 26 de marzo | 10ː00 |
|                                | Los Loros         | 1 - 4 | Puerto Quito     |  | Liga Parr. El Quinche | 26 de marzo | 12ː00 |
| Archivo:Bandera de Cayambe.svg | S.D. Rayo         | 0 - 0 | U.T. Equinoccial |  | Gilberto Rueda Bedoya | 26 de marzo | 15ː15 |

|  | F.C. U.I.D.E.    | 2 - 2 | S.D. Rayo         | Archivo:Bandera de Cayambe.svg | UIDE                    | 1 de abril | 10:00 |
|  | América de Quito | 2 - 1 | J.I. de Tabacundo |                                | La Armenia              | 1 de abril | 10:00 |
|  | U.T. Equinoccial | 1 - 1 | Los Loros         |                                | Casa de la Selección    | 2 de abril | 10:00 |
|  | Rumiñahui        | 5 - 0 | U.S.F.Q.          |                                | El Chan                 | 2 de abril | 16:00 |
|  | Puerto Quito     | 2 - 0 | Cuniburo F.C.     | Archivo:Bandera de Cayambe.svg | Liga Parr. Puerto Quito | 3 de abril | 12:30 |

|                                | América de Quito  | 0 - 4 | Puerto Quito     |  | Lumbisí               | 8 de abril | 12:00 |
| Archivo:Bandera de Cayambe.svg | Cuniburo F.C.     | 2 - 0 | U.T. Equinoccial |  | Complejo IDV          | 8 de abril | 12:00 |
|                                | J.I. de Tabacundo | 5 - 2 | U.S.F.Q.         |  | Liga Parr. Malchingui | 9 de abril | 14:00 |
|                                | Los Loros         | 1 - 0 | F.C. U.I.D.E.    |  | Liga Parr. El Quinche | 9 de abril | 15:15 |
| Archivo:Bandera de Cayambe.svg | S.D. Rayo         | 1 - 3 | Rumiñahui        |  | Gilberto Rueda Bedoya | 9 de abril | 15:15 |

|  | F.C. U.I.D.E.    | 2 - 1 | Cuniburo F.C.     | Archivo:Bandera de Cayambe.svg | UIDE                    | 15 de abril | 11:00 |
|  | U.S.F.Q.         | 1 - 4 | S.D. Rayo         | Archivo:Bandera de Cayambe.svg | Francisco Reinoso       | 16 de abril | 10:00 |
|  | U.T. Equinoccial | 1 - 1 | América de Quito  |                                | Casa de la Selección    | 16 de abril | 10:00 |
|  | Rumiñahui        | 2 - 2 | Los Loros         |                                | El Chan                 | 16 de abril | 16:00 |
|  | Puerto Quito     | 1 - 0 | J.I. de Tabacundo |                                | Liga Parr. Puerto Quito | 4 de mayo   | 12:00 |

|                                | América de Quito  | 0 - 0 | F.C. U.I.D.E.    |                                | Lumbisí                 | 18 de mayo | 14:00 |
|                                | Puerto Quito      | 1 - 1 | U.T. Equinoccial |                                | Liga Parr. Puerto Quito | 18 de mayo | 14:15 |
| Archivo:Bandera de Cayambe.svg | Cuniburo F.C.     | 4 - 0 | Rumiñahui        |                                | Complejo IDV            | 18 de mayo | 14:30 |
|                                | Los Loros         | 2 - 3 | U.S.F.Q.         |                                | Alonso Aguirre          | 18 de mayo | 15:15 |
|                                | J.I. de Tabacundo | 1 - 3 | S.D. Rayo        | Archivo:Bandera de Cayambe.svg | Liga Parr. Malchingui   | 18 de mayo | 16:00 |

|                                | F.C. U.I.D.E.    | 1 - 0 | Puerto Quito      |                                | UIDE                  | 29 de abril | 11:00 |
|                                | U.S.F.Q.         | 1 - 0 | Cuniburo F.C.     | Archivo:Bandera de Cayambe.svg | Francisco Reinoso     | 30 de abril | 10:00 |
|                                | U.T. Equinoccial | 3 - 0 | J.I. de Tabacundo |                                | Casa de la Selección  | 30 de abril | 10:00 |
|                                | Rumiñahui        | 2 - 2 | América de Quito  |                                | El Chan               | 30 de abril | 15:00 |
| Archivo:Bandera de Cayambe.svg | S.D. Rayo        | 1 - 2 | Los Loros         |                                | Gilberto Rueda Bedoya | 30 de abril | 15:30 |

|                                | América de Quito  | 3 - 0 | U.S.F.Q.      |                                | Lumbisí                 | 6 de mayo | 11:45 |
| Archivo:Bandera de Cayambe.svg | Cuniburo F.C.     | 1 - 1 | S.D. Rayo     | Archivo:Bandera de Cayambe.svg | Complejo IDV            | 6 de mayo | 12:00 |
|                                | U.T. Equinoccial  | 1 - 1 | F.C. U.I.D.E. |                                | Casa de la Selección    | 7 de mayo | 10:00 |
|                                | J.I. de Tabacundo | 0 - 1 | Los Loros     |                                | Liga Parr. Malchingui   | 7 de mayo | 14:00 |
|                                | Puerto Quito      | 4 - 2 | Rumiñahui     |                                | Liga Parr. Puerto Quito | 8 de mayo | 12:00 |

|                                | U.S.F.Q.          | 0 - 6 | Puerto Quito     |                                | Francisco Reinoso     | 14 de mayo | 10:00 |
|                                | J.I. de Tabacundo | 1 - 3 | F.C. U.I.D.E.    |                                | Liga Parr. Malchingui | 14 de mayo | 14:00 |
|                                | Rumiñahui         | 2 - 2 | U.T. Equinoccial |                                | El Chan               | 14 de mayo | 15:00 |
|                                | Los Loros         | 1 - 2 | Cuniburo F.C.    | Archivo:Bandera de Cayambe.svg | Alonso Aguirre        | 14 de mayo | 15:15 |
| Archivo:Bandera de Cayambe.svg | S.D. Rayo         | 1 - 4 | América de Quito |                                | Gilberto Rueda Bedoya | 14 de mayo | 16:00 |

|                                | U.T. Equinoccial | 3 - 1 | U.S.F.Q.          |                                | Casa de la Selección    | 21 de mayo | 10:00 |
|                                | F.C. U.I.D.E.    | 3 - 1 | Rumiñahui         |                                | UIDE                    | 22 de mayo | 09:30 |
|                                | América de Quito | 2 - 0 | Los Loros         |                                | Lumbisí                 | 22 de mayo | 12:00 |
|                                | Puerto Quito     | 2 - 1 | S.D. Rayo         | Archivo:Bandera de Cayambe.svg | Liga Parr. Puerto Quito | 22 de mayo | 12:00 |
| Archivo:Bandera de Cayambe.svg | Cuniburo F.C.    | 2 - 1 | J.I. de Tabacundo |                                | Complejo IDV            | 22 de mayo | 12:30 |

|  | U.T. Equinoccial | 3 - 2 | S.D. Rayo         | Archivo:Bandera de Cayambe.svg | Casa de la Selección    | 26 de mayo | 12:00 |
|  | F.C. U.I.D.E.    | 6 - 2 | U.S.F.Q.          |                                | UIDE                    | 27 de mayo | 09:30 |
|  | Rumiñahui        | 1 - 4 | J.I. de Tabacundo |                                | El Chan                 | 28 de mayo | 14:00 |
|  | América de Quito | 2 - 1 | Cuniburo F.C.     | Archivo:Bandera de Cayambe.svg | La Armenia              | 29 de mayo | 10:00 |
|  | Puerto Quito     | 4 - 2 | Los Loros         |                                | Liga Parr. Puerto Quito | 29 de mayo | 12:00 |

| Archivo:Bandera de Cayambe.svg | Cuniburo F.C.     | 1 - 1 | Puerto Quito     |  | Complejo IDV          | 3 de junio | 12:00 |
|                                | Los Loros         | 0 - 3 | U.T. Equinoccial |  | Alonso Aguirre        | 3 de junio | 13:00 |
|                                | U.S.F.Q.          | 4 - 1 | Rumiñahui        |  | Francisco Reinoso     | 4 de junio | 10:00 |
|                                | J.I. de Tabacundo | 1 - 1 | América de Quito |  | Liga Parr. Malchingui | 4 de junio | 14:00 |
| Archivo:Bandera de Cayambe.svg | S.D. Rayo         | 4 - 5 | F.C. U.I.D.E.    |  | Gilberto Rueda Bedoya | 5 de junio | 12:00 |

|  | U.T. Equinoccial | 2 - 1 | Cuniburo F.C.     | Archivo:Bandera de Cayambe.svg | Casa de la Selección    | 11 de junio | 10:00 |
|  | U.S.F.Q.         | 0 - 0 | J.I. de Tabacundo |                                | Francisco Reinoso       | 11 de junio | 10:00 |
|  | F.C. U.I.D.E.    | 3 - 1 | Los Loros         |                                | UIDE                    | 11 de junio | 13:00 |
|  | Rumiñahui        | 2 - 3 | S.D. Rayo         | Archivo:Bandera de Cayambe.svg | El Chan                 | 11 de junio | 14:00 |
|  | Puerto Quito     | 2 - 2 | América de Quito  |                                | Liga Parr. Puerto Quito | 12 de junio | 12:00 |

| Archivo:Bandera de Cayambe.svg | Cuniburo F.C.     | 1 - 1 | F.C. U.I.D.E.    |  | Complejo IDV          | 17 de junio | 12:00 |
|                                | Los Loros         | 3 - 1 | Rumiñahui        |  | Alonso Aguirre        | 17 de junio | 12:00 |
|                                | América de Quito  | 3 - 1 | U.T. Equinoccial |  | La Armenia            | 18 de junio | 14:00 |
|                                | J.I. de Tabacundo | 0 - 3 | Puerto Quito     |  | Liga Parr. Malchingui | 18 de junio | 14:00 |
| Archivo:Bandera de Cayambe.svg | S.D. Rayo         | 5 - 1 | U.S.F.Q.         |  | Gilberto Rueda Bedoya | 19 de junio | 12:00 |

|                                | F.C. U.I.D.E.    | 1 - 3 | América de Quito  |                                | UIDE                  | 22 de junio | 12:00 |
|                                | U.T. Equinoccial | 1 - 3 | Puerto Quito      |                                | Casa de la Selección  | 22 de junio | 12:00 |
|                                | Rumiñahui        | 1 - 3 | Cuniburo F.C.     | Archivo:Bandera de Cayambe.svg | El Chan               | 22 de junio | 14:00 |
|                                | U.S.F.Q.         | 1 - 2 | Los Loros         |                                | Francisco Reinoso     | 22 de junio | 14:00 |
| Archivo:Bandera de Cayambe.svg | S.D. Rayo        | 3 - 1 | J.I. de Tabacundo |                                | Gilberto Rueda Bedoya | 22 de junio | 14:00 |

|                                | J.I. de Tabacundo | 4 - 2 | U.T. Equinoccial |                                | Liga Parr. Malchingui   | 25 de junio | 14:15 |
| Archivo:Bandera de Cayambe.svg | Cuniburo F.C.     | 3 - 2 | U.S.F.Q.         |                                | Complejo IDV            | 26 de junio | 10:00 |
|                                | América de Quito  | 6 - 3 | Rumiñahui        |                                | La Armenia              | 26 de junio | 10:00 |
|                                | Puerto Quito      | 2 - 0 | F.C. U.I.D.E.    |                                | Liga Parr. Puerto Quito | 26 de junio | 12:00 |
|                                | Los Loros         | 3 - 3 | S.D. Rayo        | Archivo:Bandera de Cayambe.svg | Lumbisí                 | 26 de junio | 12:00 |

|                                | Los Loros     | 1 - 3 | J.I. de Tabacundo |                                | Alonso Aguirre              | 1 de julio | 12:00 |
|                                | U.S.F.Q.      | 1 - 2 | América de Quito  |                                | Francisco Reinoso           | 2 de julio | 10:00 |
| Archivo:Bandera de Cayambe.svg | S.D. Rayo     | 1 - 1 | Cuniburo F.C.     | Archivo:Bandera de Cayambe.svg | Olímpico Guillermo Albornoz | 2 de julio | 12:00 |
|                                | F.C. U.I.D.E. | 2 - 3 | U.T. Equinoccial  |                                | UIDE                        | 2 de julio | 13:00 |
|                                | Rumiñahui     | 0 - 4 | Puerto Quito      |                                | El Chan                     | 2 de julio | 14:00 |

| Archivo:Bandera de Cayambe.svg | Cuniburo F.C.    | 3 - 2 | Los Loros         |                                | Complejo IDV            | 8 de julio | 12:00 |
|                                | América de Quito | 7 - 0 | S.D. Rayo         | Archivo:Bandera de Cayambe.svg | La Armenia              | 8 de julio | 14:00 |
|                                | F.C. U.I.D.E.    | 3 - 1 | J.I. de Tabacundo |                                | UIDE                    | 9 de julio | 13:00 |
|                                | Puerto Quito (C) | 3 - 0 | U.S.F.Q.          |                                | Liga Parr. Puerto Quito | 9 de julio | 13:00 |
|                                | U.T. Equinoccial | 0 - 3 | Rumiñahui         |                                | Casa de la Selección    | 9 de julio | 13:00 |

|                                | Los Loros         | 1 - 0 | América de Quito |                                | Alonso Aguirre        | 15 de julio | 12:00 |
|                                | U.S.F.Q.          | 1 - 0 | U.T. Equinoccial |                                | Francisco Reinoso     | 16 de julio | 11:00 |
|                                | Rumiñahui         | 0 - 1 | F.C. U.I.D.E.    |                                | El Chan               | 16 de julio | 11:00 |
| Archivo:Bandera de Cayambe.svg | S.D. Rayo         | 2 - 2 | Puerto Quito     |                                | Gilberto Rueda Bedoya | 16 de julio | 11:00 |
|                                | J.I. de Tabacundo | 2 - 3 | Cuniburo F.C.    | Archivo:Bandera de Cayambe.svg | Liga Parr. Malchingui | 16 de julio | 14:00 |

## Campeón
| |
| Club Deportivo Puerto Quito 1.er título Clasifica a los zonales de la Segunda Categoría 2016. - También clasifica Club Deportivo América como vicecampeón. |